# Kuens
Kuens är en ort och kommun i provinsen Sydtyrolen i regionen Trentino-Sydtyrolen i Italien. Kommunen hade 395 invånare (2018).